# Primo graduato

Distintivo per controspallina di caporale maggiore capo scelto-primo graduato dell'Esercito Italiano

Quello di primo graduato è il quarto grado della categoria dei graduati dell'Esercito Italiano e dell'Aeronautica Militare. 
Esso fu istituito nel 1995 col nome di caporal maggiore capo scelto per l'EI e di primo aviere capo scelto per l'AM (decreto legislativo 12 maggio 1995, n.196
«Attuazione dell'art. 3 della legge 6 marzo 1992, n. 216, in materia di riordino dei ruoli, modifica alle norme di reclutamento, stato ed avanzamento del personale non direttivo delle Forze armate»). 
Superiore al graduato capo (o al primo aviere capo nell’Aeronautica Militare) e subalterno al graduato aiutante, l’attuale denominazione di primo graduato è stata introdotta con la legge 5 agosto 2022, n. 119, entrata in vigore il 28 agosto successivo.

## Descrizione
Al rango di primo graduato può accedere il graduato capo che abbia compiuto 4 anni di anzianità nel grado. Esso è equivalente ai gradi ricompresi nel codice NATO OR-4.
Il distintivo di grado del primo graduato è costituito da 1 fondo nero rettangolare di mm 6,2 x 4,6 con sopra
un gallone chiuso ai vertici superiori da un arco dello stesso colore (rosso cupo), 2
galloncini (rosso cupo), 2 righette (oro).

## Corrispondenze
| Anni di servizio                                                          | Esercito Italiano                                                   | Marina Militare                                                          | Aeronautica Militare                                            | Carabinieri                         |
| ------------------------------------------------------------------------- | ------------------------------------------------------------------- | ------------------------------------------------------------------------ | --------------------------------------------------------------- | ----------------------------------- |
| Alla nomina                                                               | Graduato (Primo caporal maggiore)                                   | Sottocapo di terza classe                                                | Aviere capo                                                     | Carabiniere                         |
| Dopo 1 anno nel grado precedente (per i carabinieri dopo 4 anni e 6 mesi) | Graduato scelto (Caporal maggiore scelto)                           | Sottocapo di seconda classe                                              | Primo aviere scelto                                             | Carabiniere scelto                  |
| Dopo 5 anni nel grado precedente                                          | Graduato capo (Caporal maggiore capo)                               | Sottocapo di prima classe                                                | Primo aviere capo                                               | Appuntato                           |
| Dopo 4 anni nel grado precedente                                          | Primo graduato (Caporal maggiore capo scelto)                       | Sottocapo scelto (Sottocapo di prima classe scelto)                      | Primo graduato (Primo aviere capo scelto)                       | Appuntato scelto                    |
| Dopo 5 anni nel grado precedente                                          | Graduato aiutante (Caporal maggiore capo scelto qualifica speciale) | Sottocapo aiutante (Sottocapo di prima classe scelto qualifica speciale) | Graduato aiutante (Primo aviere capo scelto qualifica speciale) | Appuntato scelto qualifica speciale |

## Germania
nelle forze armate tedesche il grado omologo è Stabsgefreiter

### Riferimenti normativi
- Decreto legislativo 15 marzo 2010, n. 66, in materia di "Codice dell'ordinamento militare" aggiornato.
- Decreto del presidente della Repubblica 15 marzo 2010, n. 90, in materia di "Testo unico delle disposizioni regolamentari in materia di ordinamento militare" aggiornato.
- NATO, APersP-01. NATO Codes for Grades of Military Personnel. Edition A, Version 3 [APersP-01. Codici per i gradi del personale militare della NATO, edizione A, versione 3], in STANAG 2116, Bruxelles, NATO Standardization Office, 16 giugno 2022.

### Testi
- Riccardo Busetto, Il dizionario militare: dizionario enciclopedico del lessico militare, Bologna, Zanichelli, 2004, ISBN 978-88-08-08937-3.